# Tephrina vapulata
Tephrina vapulata är en fjärilsart som beskrevs av Butler 1879. Tephrina vapulata ingår i släktet Tephrina och familjen mätare. Inga underarter finns listade i Catalogue of Life.